# Siegfried Lengl

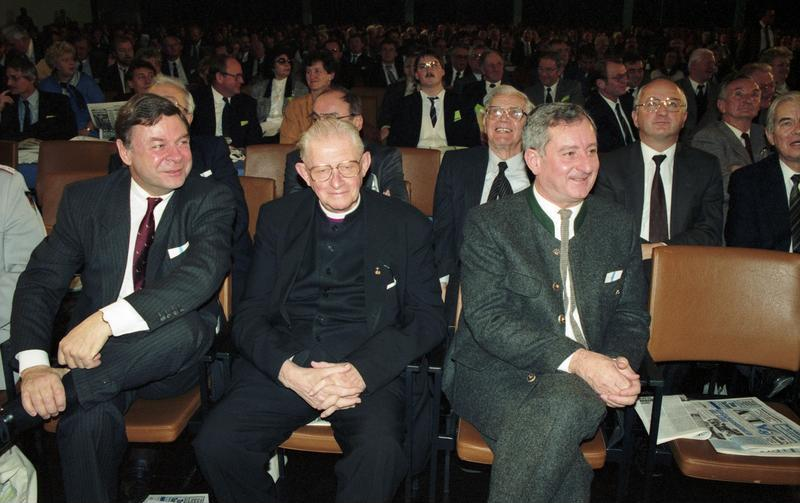
Siegfried Lengl (vordere Reihe, rechts) auf dem CSU Parteitag 1989 in München

Siegfried Lengl (* 20. Juni 1932 in Schwindegg; † 17. Juli 2012 in Tegernsee) war ein deutscher Politiker der Christlich-Sozialen Union (CSU) und von 1982 bis 1992 Staatssekretär im Bundesministerium für wirtschaftliche Zusammenarbeit (BMZ).

## Leben
Lengl wurde am 20. Juni 1932 als Sohn eines Beamten im oberbayerischen Ort Schwindegg geboren.
Im Jahr 1951 schloss er seine Schulzeit am Gymnasium in Tegernsee mit der Abiturprüfung ab. Anschließend studierte er bis 1956 Rechts- und Forstwissenschaften an der Universität München. Nach dem Abschluss als Diplom-Forstwirt absolvierte er bis 1960 sein juristisches Referendariat.
Im Jahr 1960 trat Lengl als Assessor in das Bayerische Staatsministerium für Ernährung, Landwirtschaft und Forsten ein. Erste Erfahrung in der Bundespolitik machte er als Geschäftsführer des Forschungsrates für Ernährung, Landwirtschaft und Forsten in Bonn von 1962 bis 1965. Er kehrte als Wissenschaftlicher Oberrat bis 1970 an die Universität München zurück.
Im Jahr 1971 ging er als Ministerialrat in das Bayerische Staatsministerium für Landesentwicklung und Umweltfragen.
Mit seiner Frau Rosmarie hatte er drei Töchter.

## Politisches Wirken
Vom 1. Februar 1974 bis zum Wechsel in das BMZ war Lengl Hauptgeschäftsführer der CSU-nahen Hanns-Seidel-Stiftung (HSS).
Auf Betreiben des CSU-Vorsitzenden Franz Josef Strauß wurde Lengl am 22. Oktober  1982 beamteter Staatssekretär im BMZ.
Schwerpunktländer der Auslandsaktivitäten der HSS standen auch im BMZ im Mittelpunkt von Lengls Interesse. In Afrika betraf dies in erster Linie Togo und das damalige Zaïre unter Präsident Mobutu Sese Seko. Im Ministerium hatte Lengl den Ruf der "grauen Eminenz".
1992 wurde Lengl auf Vorschlag des damaligen Bundesministers Carl-Dieter Spranger (BMZ) in den einstweiligen Ruhestand versetzt. Hintergrund war die Kritik an Lengls Reise in die Volksrepublik China im Juni 1991, bei der er sich vom Hauptverantwortlichen der blutigen Niederschlagung der Unruhen vom Tian’anmen Platz 1989, Ministerpräsident Li Peng, mit einem sozialistischen Bruderkuss hatte begrüßen lassen.
Im Ruhestand wurde Lengl Berater der chinesischen Regierung in Wirtschaftsfragen.
Siegfried Lengl war eng mit der Familie von Franz Josef Strauß verbunden. Im Jahr 2007 wurde er vom Landgericht Augsburg als Zeuge im Steuerstrafverfahren gegen den Strauß-Sohn Max vernommen. In der Öffentlichkeit wirkten seine Erinnerungslücken nicht plausibel.

## Ehrungen
Lengl war Träger des Bundesverdienstkreuzes 1. Klasse und des Bayerischen Verdienstordens.